# Berlin Station
Berlin Station é uma série de televisão americana criada por Olen Steinhauer. A série é estrelada por Richard Armitage, Rhys Ifans, Leland Orser, Michelle Forbes e Richard Jenkins. Bradford Winters foi showrunner por suas duas primeiras temporadas, com Jason Horwitch assumindo a terceira temporada.
A primeira temporada de dez episódios estreou no Epix em 16 de outubro de 2016. Em 17 de novembro de 2016, o Epix renovou Berlin Station para uma segunda temporada, originalmente planejada para conter dez episódios, que estreou em 15 de outubro de 2017 e concluiu nove episódios em 3 de dezembro de 2017. Em 6 de dezembro de 2017, a Epix renovou a série para uma terceira temporada, que estreou em 2 de dezembro de 2018.
A série foi cancelada em 29 de março de 2019 após três temporadas.

## Enredo
A história segue Daniel Miller (Richard Armitage), que acaba de chegar à estação da CIA em Berlim, Alemanha. Na primeira temporada, Miller tem uma missão clandestina: descobrir a fonte de um vazamento que forneceu informações a um agora famoso denunciante chamado Thomas Shaw. Guiado pelo veterano Hector DeJean (Rhys Ifans), Daniel aprende a lidar com o mundo agitado do agente de campo: gestão de agentes, enganos, perigos e compromissos morais. Na segunda temporada, quatro meses após o assassinato de Miller no final da primeira temporada, ele se recuperou suficientemente dos ferimentos para receber uma nova missão clandestina: infiltrar-se em um partido político de extrema-direita alemã que planejava um ato de terror pouco antes de uma próxima eleição.

## Recepção
Berlin Station recebeu críticas geralmente positivas dos críticos. No Metacritic, o programa detém uma classificação de 64 em 100, com base em 10 críticos, indicando "avaliações geralmente favoráveis".